# Z Paříže do Paříže
Z Paříže do Paříže (Un sac de billes, tj. Pytlík s kuličkami) je francouzsko-kanadsko-český hraný film z roku 2017, který režíroval Christian Duguay podle stejnojmenného autobiografického románu Josepha Joffa z roku 1973. Román byl poprvé zfilmován v roce 1975. Film zachycuje osud pařížské židovské rodiny během druhé světové války. Film se natáčel v Nice, La Brigue, Avignonu, Marseille, Žatci, Praze a Karlových Varech.

## Děj
Rodina Joffových bydlí v Paříži. Že jsou židovského původu, začnou jako problém pociťovat záhy po okupaci Paříže. Roman Joffo se proto rozhodne se svými malými syny Mauricem a Josephem a manželkou Annou utéct před hrozící deportací do svobodné zóny, aby zachránil rodinu.

## Obsazení
| Dorian Le Clech      | Joseph Joffo        |
| Batyste Fleurial     | Maurice Joffo       |
| Patrick Bruel        | Roman Joffo         |
| Elsa Zylberstein     | Anna Joffo          |
| Kev Adams            | Ferdinand           |
| Christian Clavier    | doktor Rosen        |
| Bernard Campan       | Ambroise Mancelier  |
| César Domboy         | Henri Joffo         |
| Ilian Bergala        | Albert Joffo        |
| Émile Berling        | Raoul Mancelier     |
| Jocelyne Desverchère | Marcelle Mancelier  |
| Coline Leclère       | Françoise Mancelier |
| Joseph Malerba       | Marcello            |
| Holger Daengen       | Elois Bruner        |
| Michaël Erpelding    | Raymond             |
| Eva Leimbergova      | paní Besançonová    |
| Marius Matty         | Daniel              |